# Гельфер, Саломея Максимовна
Саломея Максимовна Гельфер (27 декабря 1916, Белосток, Российская империя — 31 января 2011, Москва) — советский архитектор, заслуженный архитектор РСФСР.

## Биография
Саломея Максимовна Гельфер родилась 27 декабря 1916 года в Белостоке. Окончила архитектурный техникум и Московский архитектурный институт (1939) со званием архитектора. Ученица С. Н. Кожина, Г. П. Гольца, Н. И. Соболева, М. П. Парусникова.
Работала в Гапротеатре при консультации И. В. Жолтовского и Г. П. Гольца. Участвовала в проектировании и строительстве театра в Комсомольске-на-Амуре (соавтор А. И. Фёдоров) Во время Великой Отечественной войны в эвакуации в Уфе, где работала над проектом Черниковска, отмеченного премией Совета министров СССР.
Автор проектов более 30 зданий и сооружений в Москве, Ленинграде, других городах СССР и Монголии.
Похоронена на Донском кладбище в Москве.

## Наследие

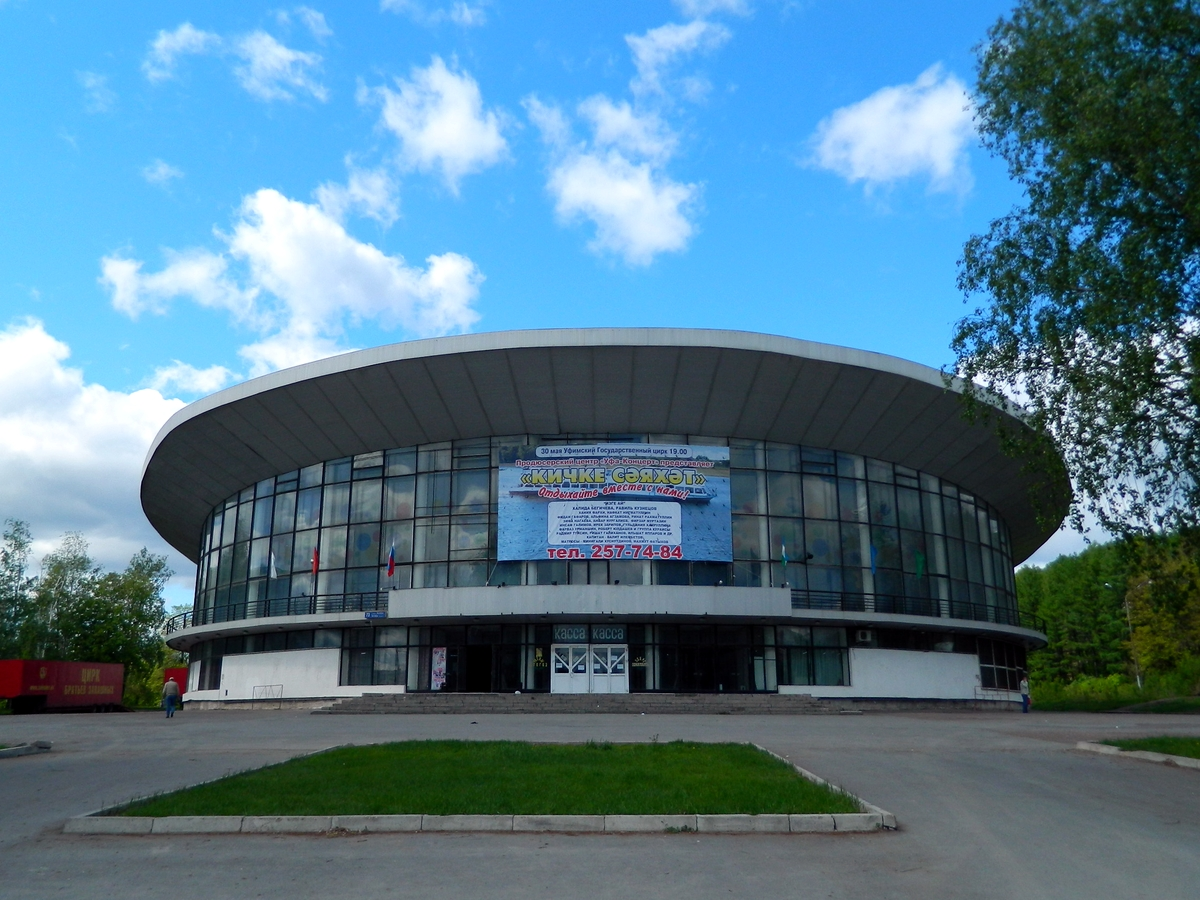
Здание уфимского государственного цирка, построенного по проекту С. М. Гельфер

- Многоквартирный жилой дом на 3-й Тверской-Ямской улице в Москве (1932).
- Туберкулезный санаторий для курорта Теберда на Северном Кавказе (1939).
- Проект города Черниковска в соавторстве (ошибочно указывается как Черняховск) в Башкирской АССР, ныне — один из исторических и промышленных районов Черниковка города Уфы (1942—1945)[1].
- Проект русского драмтеатра в Саранске (1961)[7].
- Проект Уфимского цирка в соавторстве с Г. В. Наприенко (1966), который позже реализован ещё в девяти крупных городах СССР[8][3] — Самаре, Донецке, Перми[9][10], Кривом Роге[11], Новосибирске[12], Луганске, Воронеже, Харькове, Брянске.
- Проект цирка в соавторстве с Г. В. Наприенко во Владивостоке (1975)[13].
- Проекты реконструкции и реставрации театров: Кировского в Ленинграде (1966–1967)[14] и МХТ в Москве (1977–1987)[15][16].